# Fernando Calvi
Fernando Calvi (San Martín, Buenos Aires, 11 de mayo de 1981) es un entrenador de básquetbol argentino que actualmente se encuentra sin equipo, luego de haber dirigido a Regatas Corrientes de la Liga Nacional de Básquet de Argentina. 
Antes de dedicarse a la conducción de equipos, fue jugador profesional de básquetbol en la Argentina y en Brasil, actuando usualmente en la posición de ala pívot.

## Trayectoria como jugador

### Clubes
| Club                     | País      | Año         |
| ------------------------ | --------- | ----------- |
| Deportivo San Andrés     | Argentina | 2000 - 2003 |
| River Plate              | Argentina | 2003        |
| Ferro                    | Argentina | 2004 - 2005 |
| El Nacional              | Argentina | 2005 - 2006 |
| Obras Basket             | Argentina | 2006 - 2007 |
| Peñarol de Mar del Plata | Argentina | 2007        |
| Obras Basket             | Argentina | 2007 - 2008 |
| Boca Juniors             | Argentina | 2008 - 2009 |
| Lanús                    | Argentina | 2009 - 2010 |
| Sportivo Pilar           | Argentina | 2011        |
| Libertad de Sunchales    | Argentina | 2012        |
| Obras Basket             | Argentina | 2012        |
| Olímpico                 | Argentina | 2013        |
| San Martín de Corrientes | Argentina | 2013 - 2015 |
| Quilmes de Mar del Plata | Argentina | 2015 - 2016 |
| Mogi das Cruzes          | Brasil    | 2016 - 2017 |
| Oberá                    | Argentina | 2017 - 2018 |
| Atlético Pilar           | Argentina | 2018 - 2020 |

## Trayectoria como entrenador
Calvi llegó a Regatas Corrientes en 2020 para asumir como asistente del entrenador Lucas Victoriano. En su primera temporada dirigió al equipo en 5 encuentros, mientras Victoriano se encontraba con una licencia médica. Posteriormente cumplió la misma función de asistente acompañando a los entrenadores Gabriel Piccato (al que sustituyó sobre el final de la temporada 2021-22) y Fernando Rivero, y obró como director técnico del equipo de reserva que actuó en el Torneo Federal de Básquetbol y en la Liga de Desarrollo. En junio de 2023 fue promovido al puesto de entrenador jefe del equipo correntino.
| Club               | País      | Año       | Rol / Cargo                              |
| ------------------ | --------- | --------- | ---------------------------------------- |
| Regatas Corrientes | Argentina | 2020-2021 | Entrenador asistente de Lucas Victoriano |
| Regatas Corrientes | Argentina | 2021-2022 | Entrenador equipo de Liga de Desarrollo  |
| Regatas Corrientes | Argentina | 2022-2023 | Entrenador asistente de Fernando Rivero  |
| Regatas Corrientes | Argentina | 2023-2025 | Entrenador principal                     |